# Clermont (Floride)
Pour les articles homonymes, voir Clermont.
La ville de Clermont est située dans le comté de Lake, dans l’État de Floride, aux États-Unis. Sa population s’élevait à 28 742 habitants lors du recensement de 2010, estimée à 35 211 habitants en 2017.

## Démographie
| 1920 | 1930  | 1940  | 1950  | 1960  | 1970  |
| ---- | ----- | ----- | ----- | ----- | ----- |
| 496  | 1 086 | 1 631 | 2 168 | 3 313 | 3 661 |

| 1980  | 1990  | 2000  | 2010   | - | - |
| ----- | ----- | ----- | ------ | - | - |
| 5 461 | 6 910 | 9 333 | 28 742 | - | - |

## Source
- (en) Cet article est partiellement ou en totalité issu de l’article de Wikipédia en anglais intitulé « Clermont, Florida » (voir la liste des auteurs).